# NGC 36
NGC 36 je spirální galaxie vzdálená od nás zhruba 275 milionů světelných let v souhvězdí Ryb.